# His Wife
His Wife er en amerikansk stumfilm fra 1915 af George Foster Platt.

## Medvirkende
- Geraldine O'Brien som Nora Dennys
- Holmes Herbert som John Dennys
- Lorraine Huling som Edith Danvers
- Inda Palmer som Nancy
- Theodore von Eltz som Harry Dennys